# Говернадор-Линденберг
Говернадор-Линденберг (порт. Governador Lindenberg)  —  муниципалитет в Бразилии, входит в штат Эспириту-Санту. Составная часть мезорегиона Северо-запад штата Эспириту-Санту. Входит в экономико-статистический  микрорегион Колатина. Население составляет 10 057 человек на 2006 год. Занимает площадь 359,613 км². Плотность населения — 28,0 чел./км².

## История
Город основан 11 мая 1998 года.

## Статистика
- Валовой внутренний продукт на 2003 составляет 31.291.148,00 реалов (данные: Бразильский институт географии и статистики).
- Валовой внутренний продукт на душу населения на 2003 составляет 3.222,24 реалов (данные: Бразильский институт географии и статистики).

## География
Климат местности: тропический.